# Tori-Bossito
Tori-Bossito – miasto w Beninie, w departamencie Atlantique. Położone jest około 55 km na zachód od stolicy kraju, Porto-Novo. W spisie ludności z 11 maja 2013 roku liczyło 14 844 mieszkańców.